# Shakespeare Birthplace Trust
Le Shakespeare Birthplace Trust ou SBT (en français : Fondation pour le lieu de naissance de William Shakespeare) est une fondation indépendante à but pédagogique de Stratford-upon-Avon dans le Warwickshire en Angleterre.

## Historique
Cette fondation est créée en 1847, notamment pour l'acquisition des maisons de William Shakespeare et de sa famille, dans un but de préservation de ces maisons comme lieux de commémoration nationale.

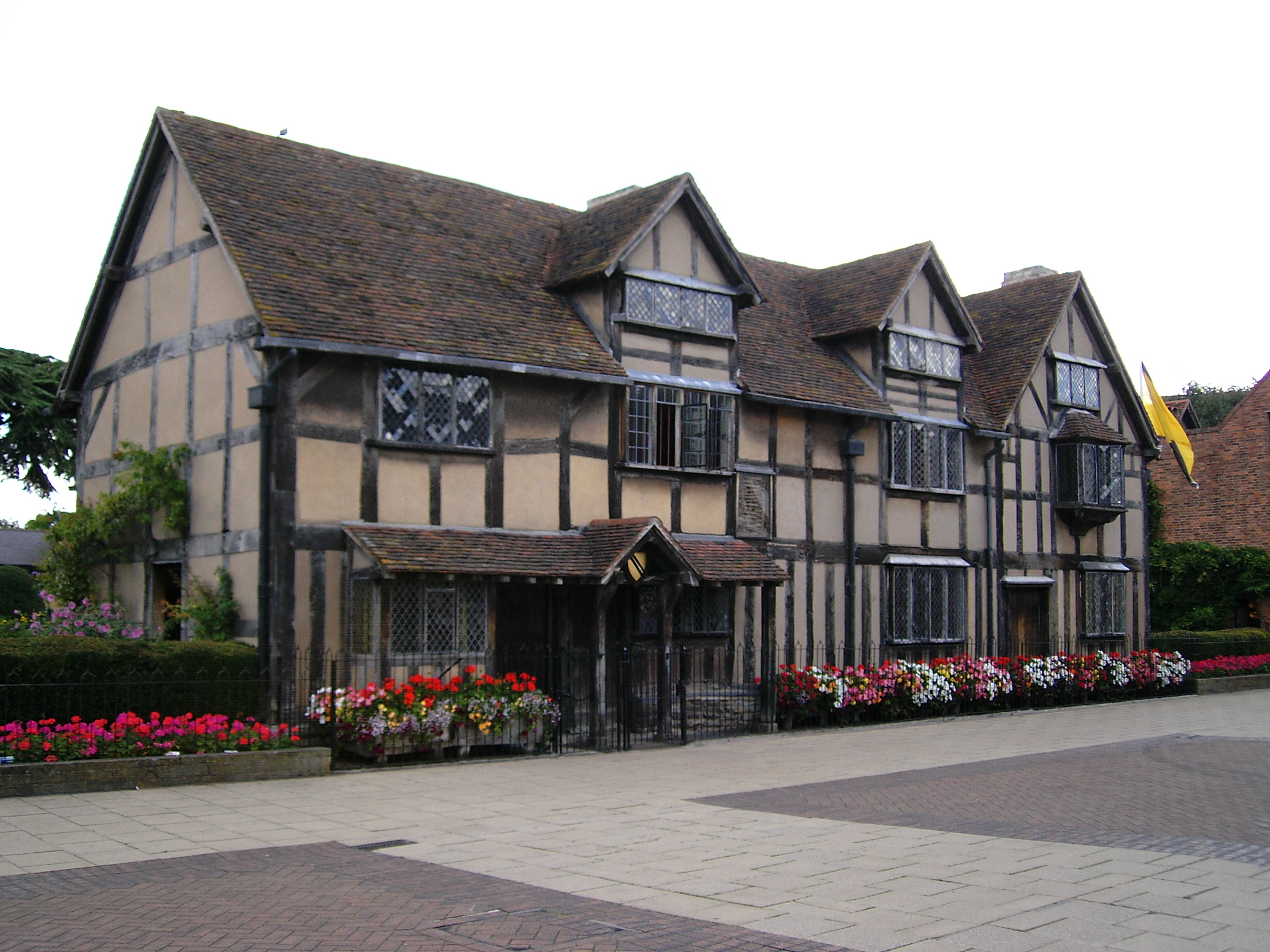
Maison natale de Shakespeare
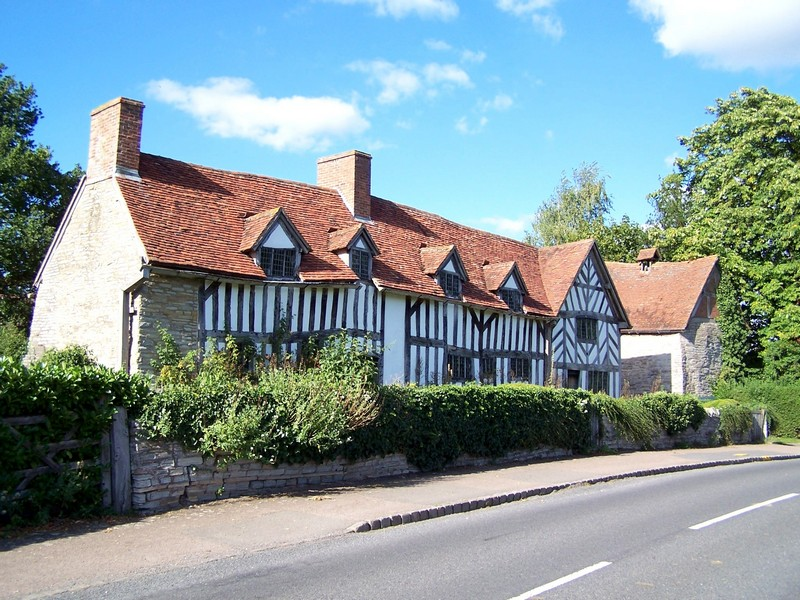
Maison de Mary Arden, maison natale de la mère de Shakespeare
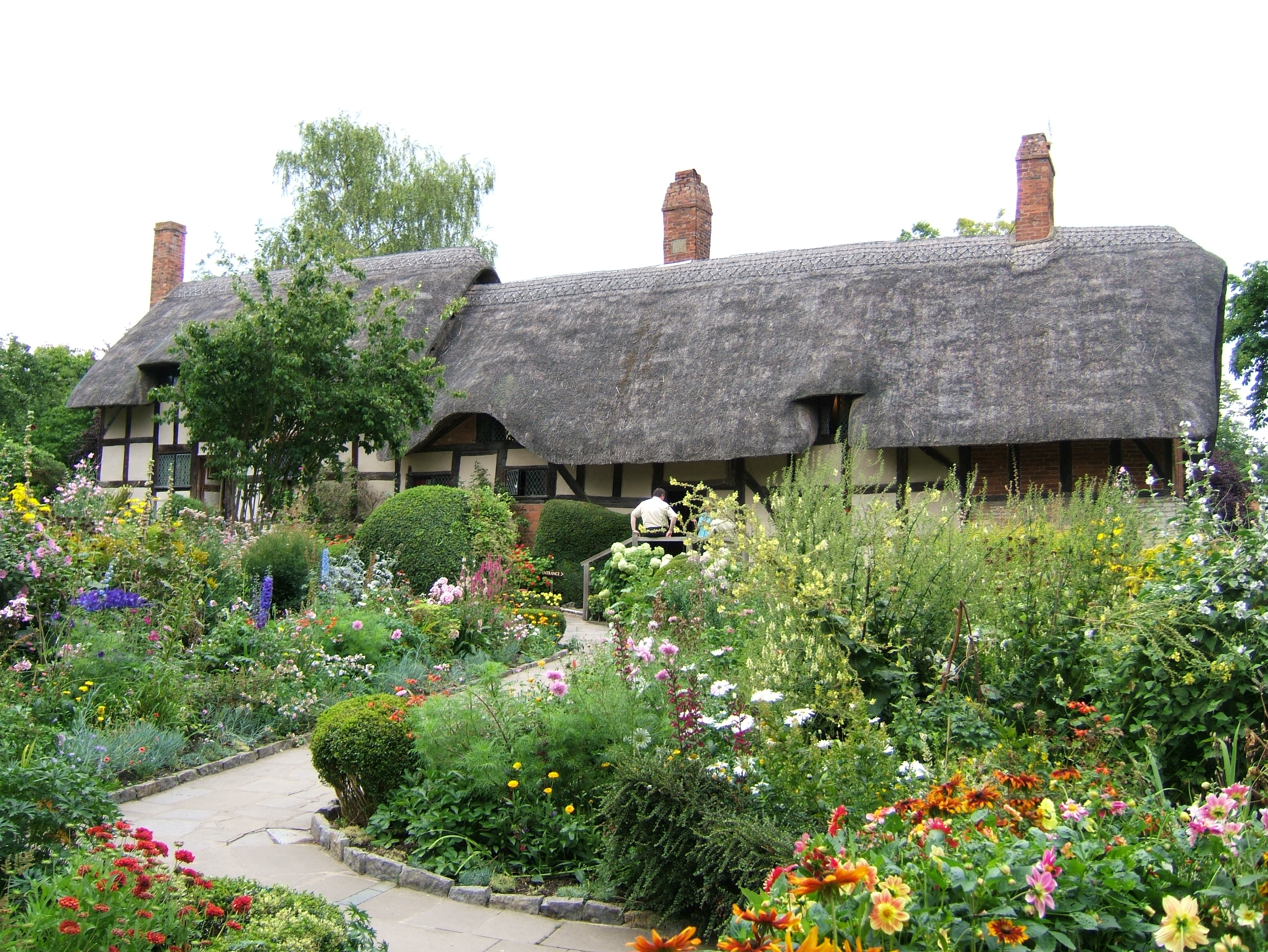
Cottage d'Anne Hathaway, maison natale de l’épouse de Shakespeare
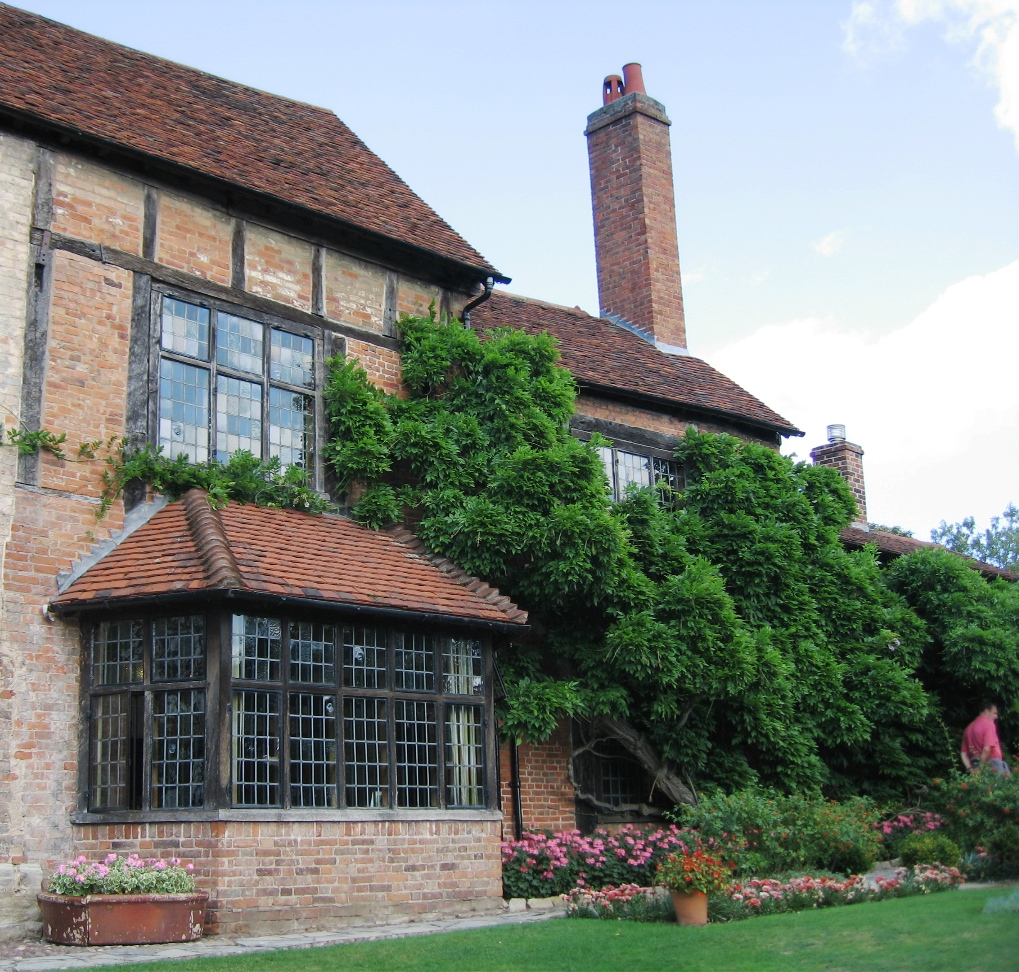
Maison de Nash, maison d'Elizabeth Halle, petite fille de Shakespeare
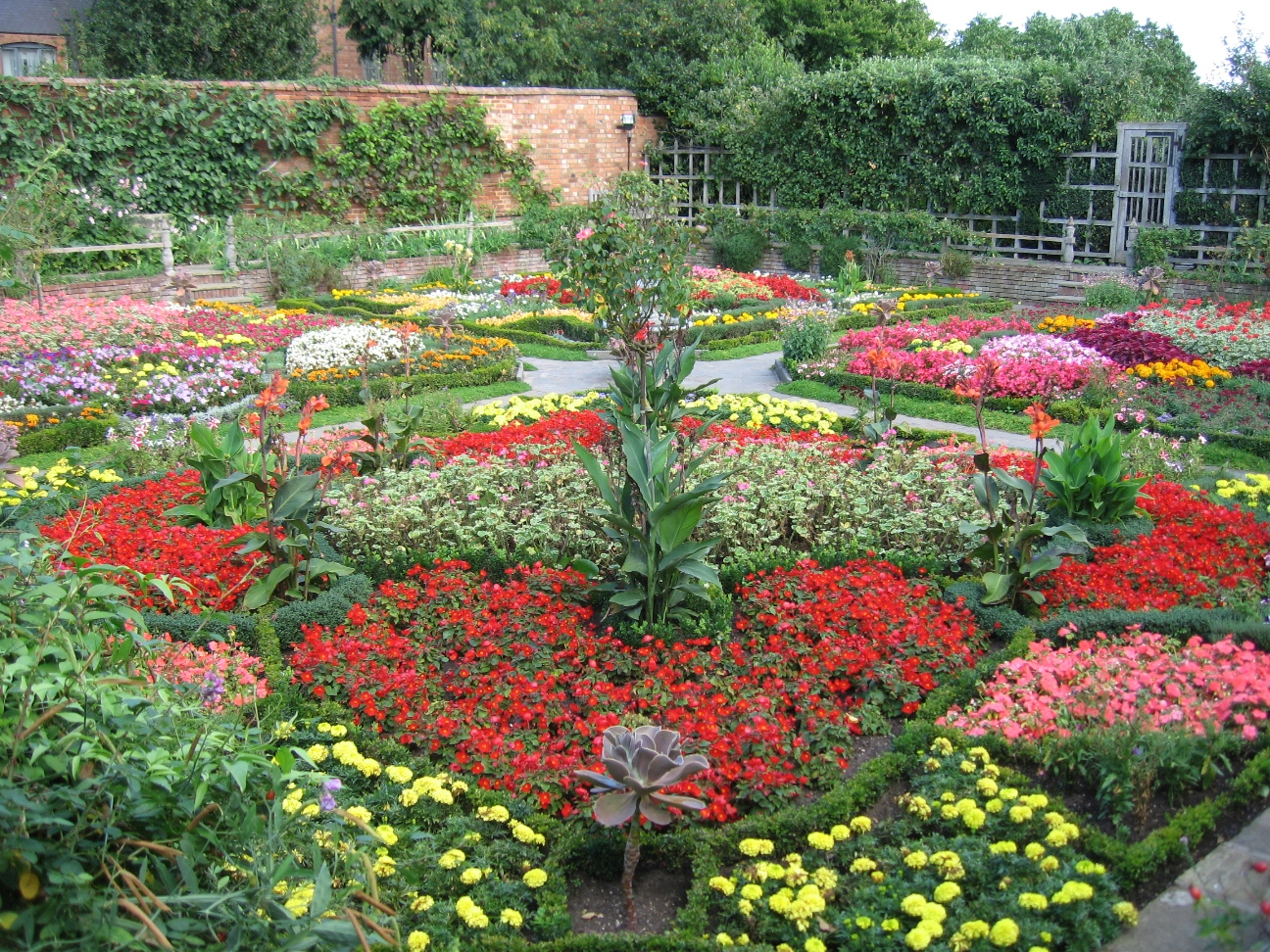
Maison de New Place, fondations et jardin de la dernière demeure de Shakespeare
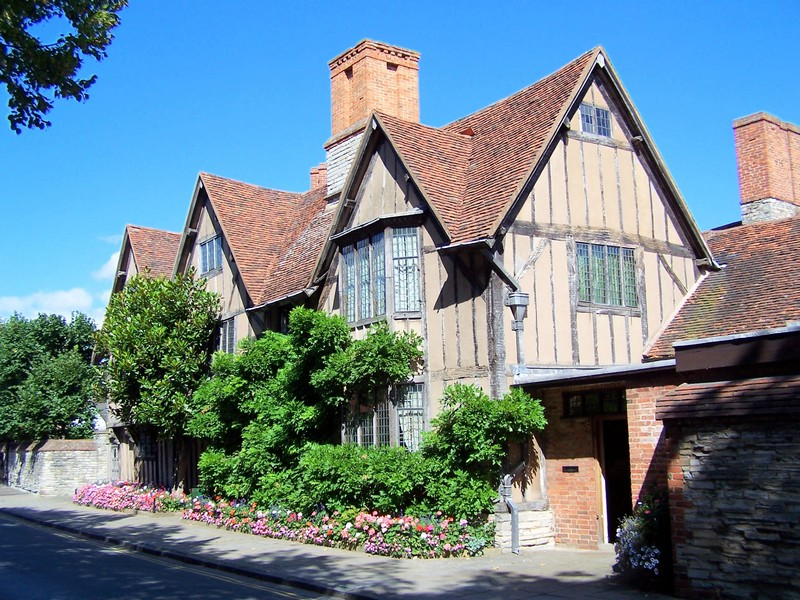
Hall's Croft, maison de Susanna Hall, la fille de Shakespeare
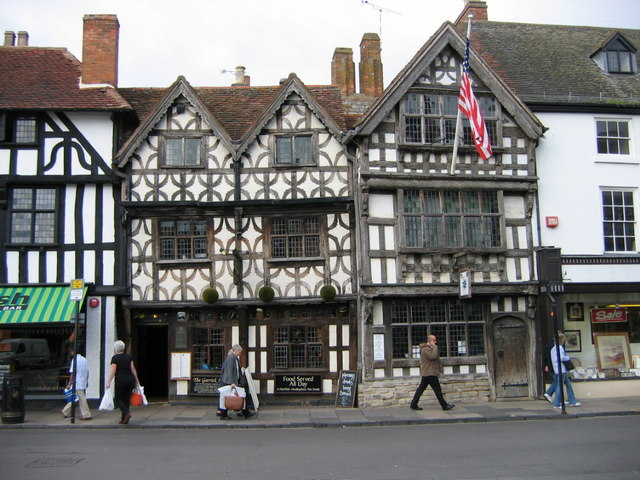
Harvard House, maison de la mère de John Harvard